# Grogol (Pejawaran)
Grogol is een bestuurslaag in het regentschap Banjarnegara van de provincie Midden-Java, Indonesië. Grogol telt 2902 inwoners (volkstelling 2010).